# Larisa Kiseljova
Larisa Jevgenjevna Kiseljova (ryska: Лариса Евгеньевна Киселёва), född den 3 november 1970 i Rostov-na-Donu, Sovjetunionen (nu Ryssland), är en sovjetisk före detta handbollsspelare.
Hon tog OS-brons i damernas turnering i samband med de olympiska handbollstävlingarna 1992 i Barcelona.